# Daunte Culpepper
Daunte Culpepper (* 28. Januar 1977 in Ocala, Florida) ist ein ehemaliger US-amerikanischer American-Football-Spieler auf der Position des Quarterbacks. Er spielte College Football an der University of Central Florida, bevor er im NFL Draft 1999 als elfter Spieler in der ersten Runde von den Minnesota Vikings ausgewählt wurde.  Nach sechs Spielzeiten bei den Vikings spielte er anschließend noch für die Miami Dolphins, Oakland Raiders und Detroit Lions weiterhin in der National Football League (NFL). Anschließend war er für die Sacramento Mountain Lions in der United Football League (UFL) aktiv, bevor er 2011 seine Karriere beendete.

## Karriere
Culpepper wurde im Gefängnis geboren und von seiner Pflegemutter Emma Culpepper aufgezogen. Er studierte und spielte an der University of Central Florida und wurde im Jahr 1999 als elfter Spieler der ersten Runde der NFL Draft 1999 von den Minnesota Vikings für die NFL ausgewählt.
Der dreimalige Pro-Bowl-Teilnehmer (2000, 2003, 2004) galt als einer der besten aktiven Quarterbacks in der NFL, bevor er sich 2005 eine schwere Knieverletzung zuzog. In der NFL-Saison 2004 brach er z. B. den Teamrekord der Vikings in Touchdown-Pässen (39 gegenüber 34 von Randall Cunningham 1998) und er warf die meisten Yards (4.717).
Nachdem Culpepper von 1999 bis 2005 für die Minnesota Vikings gespielt hatte, wurde er im Jahr 2006 gegen Draftpicks an die Miami Dolphins abgegeben. Zur NFL-Saison 2007 wechselte er schließlich zu den Oakland Raiders, die seinen Einjahresvertrag jedoch am Ende der Spielzeit nicht verlängerten. Im November 2008 wechselte Culpepper zu den Detroit Lions, obwohl er im September seinen Rücktritt vom Profisport erklärt hatte. Im Juni 2010 beendete er seine NFL-Karriere dann endgültig und wechselte zu den Sacramento Mountain Lions in die United Football League (UFL).

## Rekorde

### NFL-Rekorde
- meiste Fumbles in einer Saison: 23 (2002)
- meiste aufeinanderfolgende Spiele mit mindestens fünf Touchdown-Pässen: 2 (2004)

### Minnesota Vikings Team Rekorde (Auswahl)
- meiste kombinierte Pass- und Laufyards in einer Saison: 5.123 (4.717 im Pass- und 406 im Lauspiel) (2004)
- meiste Yards im Passspiel in einer Saison (inklusive Play-offs): 4.717 (2004)
- meiste Touchdownpässe in einer Saison: 39 (2004)
- meiste Touchdowns in einer Saison: 41 (2004)[2]

## Ehrungen & Auszeichnungen
- 3× Pro-Bowl-Auswahl (2000, 2003, 2004)
- 2× All-Pro Auswahl (2000, 2004) (Associated Press)

## Rücktrittserklärung
Am 4. September 2008 verkündete Culpepper in einem offenen Brief an die Medien seinen Rücktritt vom Profi-Football. Nachdem er im Vorfeld der Spielzeit 2008 keinen neuen Arbeitgeber hatte finden können, entschied er sich, seine Karriere zu beenden. Culpepper hatte sich seit 2006 gegenüber den Teams selbst vertreten, anstatt wie üblich einen Agenten zu engagieren. In dem Brief zum Rücktritt gab er dies als Hauptgrund für seine anhaltende Beschäftigungslosigkeit an: „Ich verstehe jetzt, warum man es in der NFL nicht gerne sieht, wenn ein Spieler die geschäftliche Seite der Liga kennenlernt. In der NFL geht es heutzutage zunehmend um Macht, Geld und Kontrolle statt um die Leidenschaft für das Spiel.“ Dieser Rücktritt war jedoch nur von kurzer Dauer, im November 2008 unterschrieb Daunte Culpepper einen Vertrag bei den Detroit Lions.